# Wood Harris
Sherwin David "Wood" Harris  (Chicago, 17 oktober 1969) is een Amerikaans acteur. Hij werd bekend door zijn rol als Avon Barksdale in de televisieserie The Wire en zijn rol in de film Remember the Titans.

## Biografie
Harris behaalde een bachelordiploma in theater aan de universiteit van Northern Illinois voordat hij zijn Master of Arts behaalde aan de New York-universiteit. In 1994 had hij zijn eerste rol, in de film Above the Rim met onder anderen Tupac Shakur, waarin hij een basketballer speelde. Tegelijkertijd speelde hij in verschillende toneelstukken op Broadway. Hij is de broer van acteur Steve Harris.

## Filmografie

### Films
- Creed III (2023) - Tony "Little Duke" Evers
- Space Jam: A New Legacy (2021) - Coach C
- Creed II (2018) - Tony "Little Duke" Evers
- Blade Runner 2049 (2017) - Nandez
- 9/11 (2017) - Michael
- Once Upon a Time in Venice (2017) - Prince
- Creed (2015) - Tony "Little Duke" Evers
- Ant-Man (2015) - Gale
- Benji (2012) - zichzelf
- Dredd (2012) - Kay
- The Babymakers (2012) - Darrell
- Just Another Day (2009) - A-Maze
- Next Day Air (2009) - Guch
- Dough Boys (2009) - Julian France
- Not Easily Broken (2009) - Darnell Gooden
- Jazz in the Diamond District (2008) - Gabriel Marx
- 4 Life (2007) - Dayvon
- The Heart Specialist (2006) - Dr. Sidney Zachary
- Southland Tales (2006) - Dion Element
- Dirty (2005) - Brax
- Joy Road (2004) - Tony Smalls
- Paid in Full (2002) - Ace
- The Gold Cup (2000) - Clayton
- Remember the Titans (2000) - Julius Campbell
- Are You Cinderella? (2000)
- Committed (2000) - Chicky
- Hendrix (2000) - Jimi Hendrix
- Rhapsody (2000) - Billy Dixon
- Train Ride (2000) - Will
- The Siege (1998) - Officer Henderson
- Celebrity (1998) - Al Swayze
- As Good as It Gets (1997) - Cafe 24 Busboy
- Above the Rim (1994) - Motaw

### Televisieseries
Uitgezonderd eenmalige gastoptredens. 
- Empire (2018) - Damon Cross - 2 afl.
- The New Edition Story (2017) - Brooke Payne - 3 afl.
- The Breaks (2017) - Barry Fouray - 8 afl.
- Justified (2014) - Jay - 4 afl.
- The Watsons Go to Birmingham – 1963 (2013) - Daniel - televisiefilm
- Southland (2010) - Trinney Day - 3 afl.
- The Wire (2002-2008) - Avon Barksdale - 33 afl.
- Hendrix (2000) - Jimi Hendrix - televisiefilm
- Small Vices (1999) - Ellis Alves - televisiefilm